# Euphorbia guerichiana
Euphorbia guerichiana là một loài thực vật có hoa trong họ Đại kích. Loài này được Pax ex Engl. mô tả khoa học đầu tiên năm 1894.